# Еберхард III (Еберщайн)
Еберхард III фон Еберщайн (на немски: Eberhard III von Eberstein; * 1144; † пр. 1219) е граф на Еберщайн (1181 – 1198) и господар на замък Щауф в Северен Пфалц.

## Произход
Той е син на граф Бертхолд III фон Еберщайн (ок. 1115–сл. 1158) и Ута фон Калв (фон Зинделфинген) (пр. 1129–сл. 1185). През 1180/1185 г. Еберхард III основава с майка си Ута бенедиктинския манастир Фрауеналб.

## Фамилия
Еберхард III се жени за Кунигунда фон Андекс (* 1146; † 10 февруари сл. 1207) от прочутия род Мерания–Андекс, дъщеря на Бертхолд III, маркграф на Истрия и Крайна, и първата му съпруга Хедвиг фон Дахау-Вителсбах, дъщеря на пфалцграф Ото V от Шайерн от Бавария и съпругата му Хейлика от Ленгенфелд, внучка на император Хайнрих IV. Кунигунда е леля на Света Хедвиг фон Андекс († 1243) и на унгарската кралица, Гертруда († 1213), първата съпруга на унгарския крал Андраш II.
Еберхард III и Кунигунда имат децата:
- Еберхард IV (1190 – 1263), граф на Еберщайн, женен на 14 септември 1922 г. за Аделхайд фон Сайн (1202 – 1263)
- Ото I († 1278), граф на Еберщайн, женен I. за Кунигунда фон Урах († 1252); II. за фон Тек, III. за Беатрикс фон Крутхайм
- Бертхолд († 1258)

- Конрад фон Еберщайн († 1245), епископ на Шпайер (1237 – 1245)
- Албрехт († 1215/1219)
- Хедвиг (* пр. 1243; † сл. 1248), омъжена I. за рауграф Герхард I, II. за рауграф Рупрехт I фон Алтенбаумберг, Зимерн-Вьолщайн († пр. 1242), родители на епископите на Вормс Еберхард фон Алтенбаумберг († 1277) и Фридрих фон Алтенбаумберг († 1283)
- Агнес (* пр. 1221; † 1251/1253), омъжена за граф Фридрих II фон Лайнинген († 1237), родители на Хайнрих фон Лайнинген, епископ на Шпайер († 1271/1272), и Бертхолд фон Лайнинген, епископ на Бамберг († 1285)
- Кунигунда († сл. 1252), омъжена за Конрад фон Краутхайм († сл. 1266)
- Хилдегунда (* ок. 1195), омъжена пр. 1219 г. за граф Дитер IV фон Катценелнбоген († 1245)